# Vasilika Hysi
Vasilika Hysi (ur. 13 stycznia 1963 w Tiranie) – albańska polityk, prawniczka i dyplomatka, od lipca 2023 stała przedstawicielka Albanii przy Biurze Narodów Zjednoczonych i innych organizacjach międzynarodowych w Genewie.

## Życiorys
Urodziła się w Tiranie. Ukończyła studia prawnicze na Wydziale Nauk Politycznych i Prawnych Uniwersytetu Tirańskiego w latach 1981–1985. Następnie kontynuowała studia podyplomowe na Wydziale Prawa Uniwersytetu Tirańskiego, uzyskując tytuł kandydata nauk prawnych.
W latach 2009–2021 była posłanką do albańskiego parlamentu, pełniąc od 2017 do 2021 funkcję wiceprzewodniczącej parlamentu. W tym czasie skupiała się na prawach człowieka, reformie wymiaru sprawiedliwości i równości płci.
W lipcu 2023 została mianowana Stałym Przedstawicielem Albanii przy Biurze ONZ w Genewie, reprezentując kraj w organizacjach takich jak Światowa Organizacja Zdrowia (WHO), UNHCR i Światowa Organizacja Handlu (WTO).